# Rhodopetala rosea
Rhodopetala rosea är en snäckart som först beskrevs av Dall 1872.  Rhodopetala rosea ingår i släktet Rhodopetala och familjen Lottiidae. Inga underarter finns listade i Catalogue of Life.